# Zebrzydowa Wieś (przystanek kolejowy)
Zebrzydowa Wieś – zlikwidowany przystanek osobowy, a dawniej stacja kolejowa w Zebrzydowej Wsi na linii kolejowej nr 283 Jelenia Góra – Żagań, w województwie dolnośląskim. Przystanek został zamknięty w 1996 roku, zlikwidowany przed 28 listopada 2005.